# Escalada de cuerda

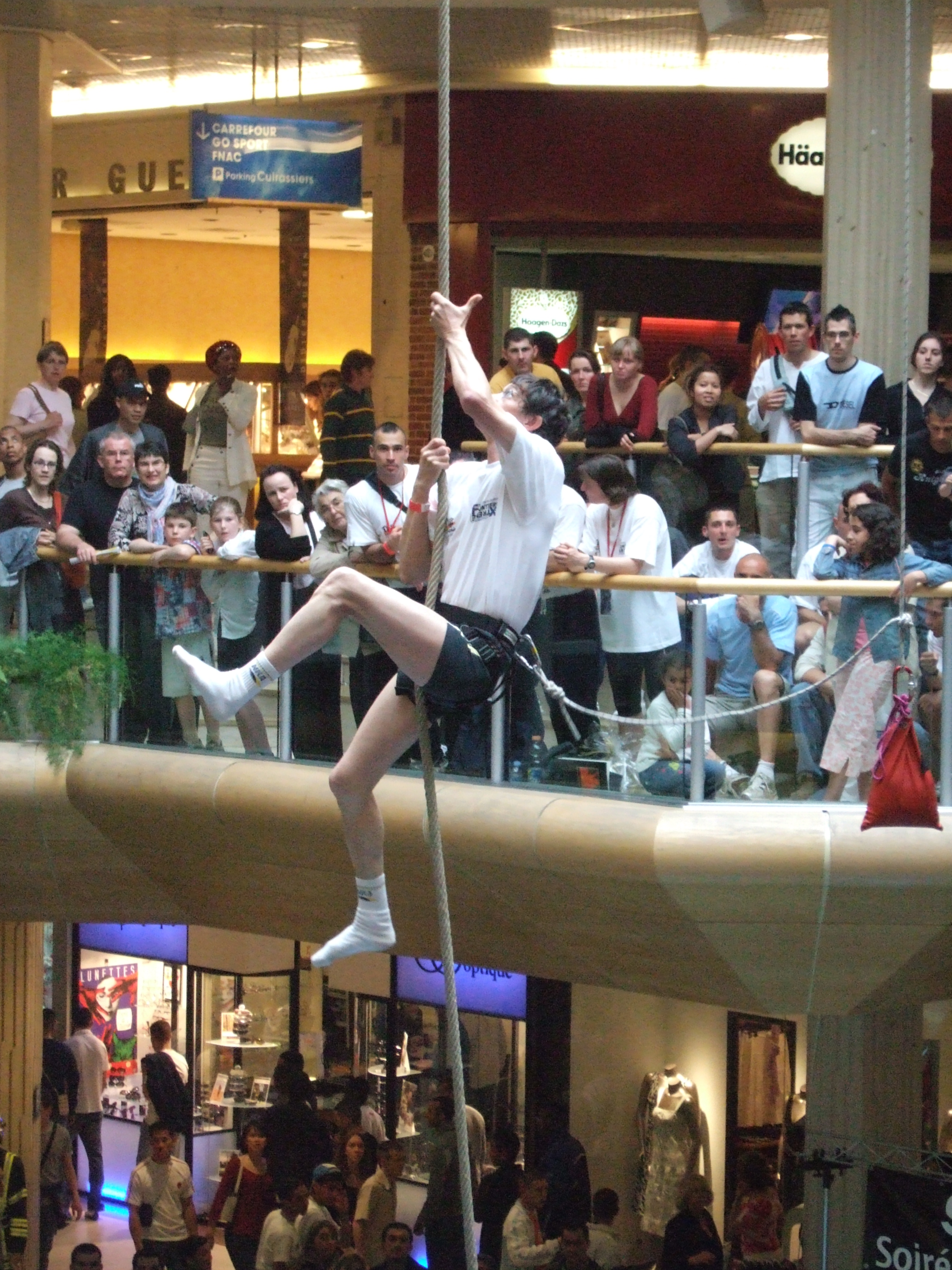
Un competidor asciende la cuerda en un centro comercial de Lyon.

La escalada de cuerda es un deporte en el cual los competidores suben una cuerda suspendidos verticalmente usando sólo sus manos. Es practicado habitualmente en los Campeonatos del Mundo de Policías y Bomberos, además de resurgir en algunos países como Francia en los centros comerciales y en la República Checa.

## Historia

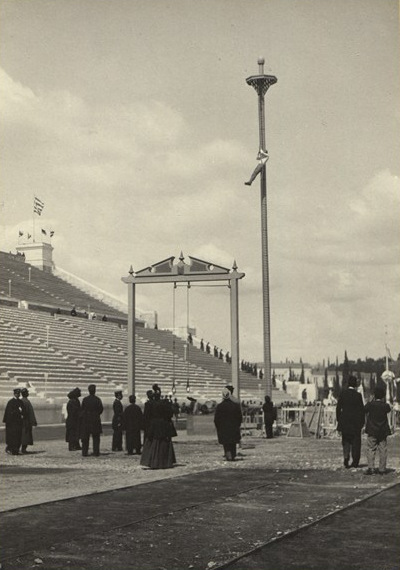
Foto del deporte en los Juegos Olímpicos de Atenas 1896.

Formó parte de la gimnasia en los Juegos Olímpicos durante varios años, hasta que en 1932 desapareció. En Estados Unidos la escalada de competición suelen ser unos 20 o 25 ft, y el diámetro de la cuerda es de 1.5 inch. En los Juegos Olímpicos celebrados en este país se utilizó una cuerda de 25 ft (7.62 metros), pero por ejemplo en 1924, celebrados en Europa la medida fue de 8 metros (26.3 ft). En casi todas las competiciones se valora la rapidez en el ascenso, empezando desde una posición sentada. Sin embargo, en 1896 los competidores también conseguían puntos por el estilo.

## Resultados en1896
| Lugar | Atleta                  | Altura      |
| ----- | ----------------------- | ----------- |
| 1     | Nikolaos Andriakopoulos | 14.0 m      |
| 2     | Thomas Xenakis          | 14.0 m      |
| 3     | Fritz Hoffmann          | 12.5 m      |
| 4     | Viggo Jensen            | Desconocido |
| 5     | Launceston Elliot       | Desconocido |